# Goûterroute

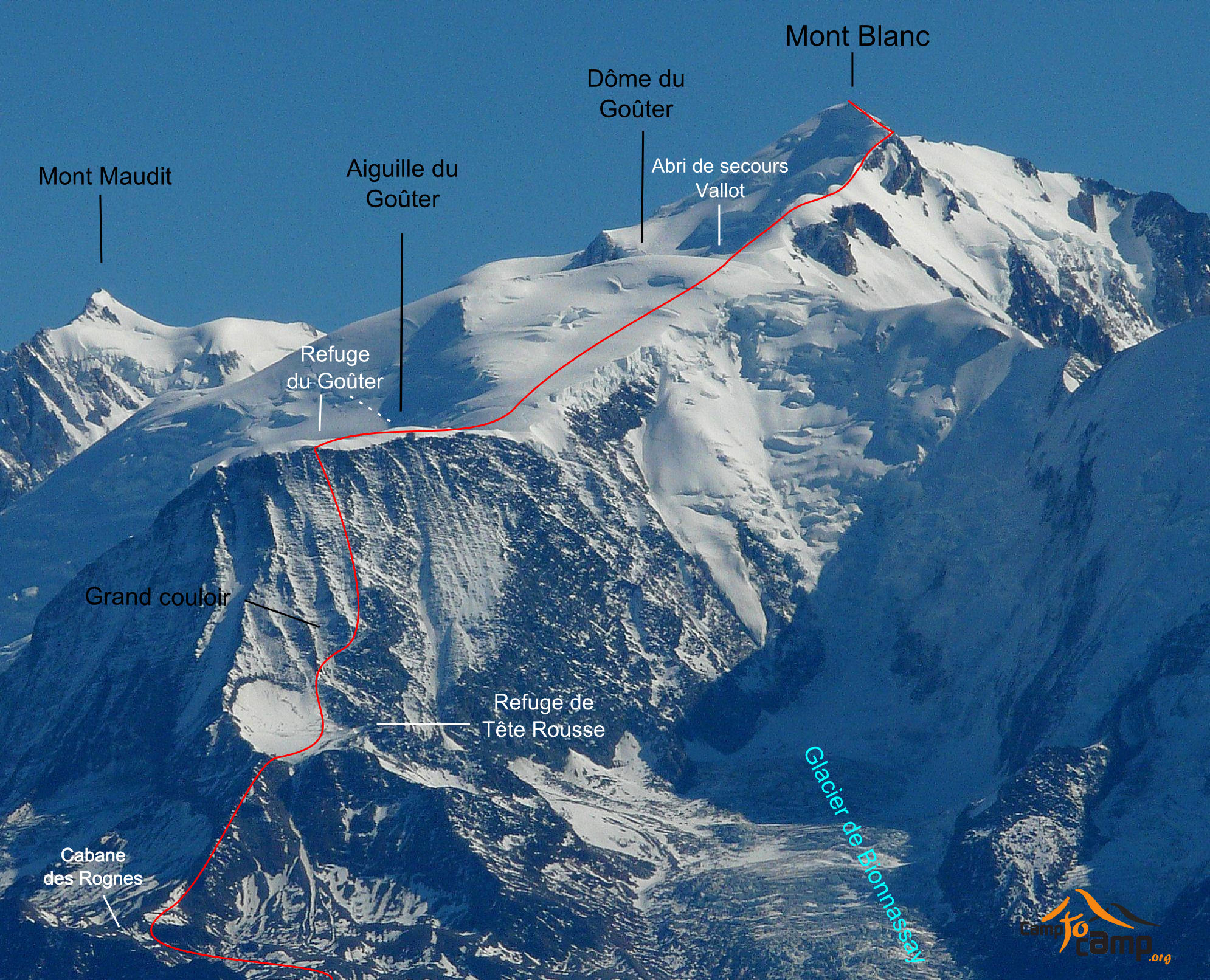
Mont Blanc - Goûterroute

De Goûterroute (ook wel de Voie Des cristalliers en Voie Royale) is een van de twee normaalroutes naar de top van de Mont Blanc in de Alpen. De route ligt aan de noordkant van de berg, aan de Franse kant.

## Eerste beklimming
De eerste poging van deze route (via Aiguille du Goûter naar de Col du Dôme, maar niet verder), werd op 17 september 1784 gedaan door Jean Marie Couttet en François Cuidet. Dit was twee jaar voorafgaand aan de eerste succesvolle poging om de top te bereiken in 1786. De eerste echte beklimming van de berg via de Aiguille du Goûter, de Dôme du Goûter en de Bosses-graat werd volbracht op 18 juli 1861. De eerste beklimmers via deze route waren Leslie Stephen en Francis Fox Tuckett, met de gidsen Melchior Anderegg, Johann-Josef Bennen en Peter Perren.

## Beschrijving
Na de eerste historische beklimming van de Mont Blanc in 1786 door Jacques Balmat en Michel-Gabriel Paccard werden vele andere routes naar de hoogste piek van West-Europa gevonden. De Franse normaalroute kent meerdere varianten: de meest populaire is die via de Aiguille du Goûter en de berghut Refuge du Goûter.
Deze route wordt beschouwd als de minst moeilijke, ook al vergt ze een goede fysieke voorbereiding en alpine vaardigheden.
Meestal duurt de beklimming over deze route twee dagen: een voor de aanmars en het klimmen naar de Goûterhut; de tweede dag voor de slotklim en de terugkeer naar de vallei.
De meeste klimmers starten in het dal bij Saint-Gervais-les-Bains. In het centrum van het dorp Le Fayet bevindt zich het spoorwegstation Saint-Gervais-les-Bains-Le Fayet, tevens het dalstation van de tandradbaan van de Tramway du Mont Blanc. De tandradbaan leidt in iets meer dan een uur naar het Nid d'Aigle eindpuntstation op een hoogte van 2372 m.
Hier begint het wandelpad voor de beklimming via de Tête Rousse-gletsjer en de Tête Rousse-hut (3167 m) aan de voet van het rotsachtige bastion van de Aiguille du Goûter.
Na het oversteken van deze gletsjer wordt het beruchte Couloir du Goûter of Grand Couloir bereikt, dat kan worden beschouwd als de cruciale passage van de route. Doorgaans betreft dit een besneeuwde oversteek, op 3.340 m hoogte, waar zich in de loop der jaren tal van dodelijke ongevallen hebben voorgedaan (in de periode 1990-2013 meer dan 78 doden en 180 gewonden bij ongevallen op deze plek). De oversteek is ongeveer 70 meter lang, en is enigermate beveiligd middels een lange stalen kabel. Het gevaar schuilt in de lawines door het couloir, losgemaakt door dooi of andere klimmers hoger op de route.
Voorbij het couloir leidt de rots omhoog naar de rand van de betrekkelijk veiliger flank van de Aiguille du Goûter. De klimmers bereiken hier op ongeveer 3800 meter hoogte dan de oude Goûter-hut. Het laatste stuk is voorzien van veiligheidskabels. De nieuwe Goûter-hut, geopend in 2013, ligt ongeveer 200 meter in zuidelijke richting.
De verdere beklimming vanaf de Goûter Refuge bestaat uit een continue voortgang over sneeuw, met deze hoofdfasen:
- Aiguille du Goûter (3863 m)
- Dôme du Goûter (4304 m)
- Vallot Hut (noodhut, 4362 m)
- Grande Bosse (4513 m)
- Petite Bosse (4547 m)
- Rocher de la Tournette (4677 m)
- top van de Mont Blanc (4808 m)

## Moeilijkheid
De route kan worden geclassificeerd als technisch relatief eenvoudig, maar niet te onderschatten vanwege blootstelling aan objectieve gevaren, fysiek veeleisend en zelfs uitputtend, vanwege de hoge hoogte (klimmers van de Mont Blanc moeten over een goede aerobe conditie beschikken) en bij slecht weer zeer gevaarlijk (zelfs in de zomertijd op de berg loeren de gevaren van onderkoeling en bevriezing). Boven de Aiguille du Goûter komt hoogteziekte vaak voor bij klimmers, ongeacht hun vaardigheid en de enige remedie is dan zo snel mogelijk afdalen.
Deze route wordt over het algemeen geclassificeerd als een "PD" ( peu difficile ) of 'PD- / PD +.

## Veiligheidscontroverse
Statistisch gezien is de Mont Blanc de dodelijkste berg ter wereld. De plek op 3340 m hoogte waar het Grand Couloir moet worden overgestoken om de Goûter-hut te bereiken is een beruchte plek van vele dodelijke ongevallen op deze route. De Goûterroute trekt namelijk onervaren en slecht voorbereide klimmers en onbekwame toeristen aan, die op zoek zijn naar avontuur maar de gevaarlijke omgeving van het hooggebergte, ter plekke gevormd door steenlawines, vaak onderschatten.

## Gevolgen van overbelasting en klimaatverandering
Al tientallen jaren is overbelasting van de hut en de route een groeiend probleem in de zomermaanden op de Mont Blanc, meer dan elders in de Alpen. Meer dooi ten gevolge van de klimaatverandering zou tevens op verschillende plaatsen in de Alpen meer lawines en daarmee met name op drukbezochte routes meer gevaren veroorzaken.

## Quotum
Na diverse ongevallen, antisociaal gedrag en zelfs incidentele agressieve confrontaties kondigde Jean-Marc Peillex, de burgemeester van Saint-Gervais-les-Bains, in september 2018 aan met ingang van 2019 een permanente beperking op te leggen in de vorm van een dagelijkse limiet van 214 klimmers voor de route, gerelateerd aan de capaciteit van de beide hutten. 
Deze burgemeester bleef zich ook na invoering van het vergunningenstelsel op de Goûterroute verzetten tegen allerlei uitwassen en frivoliteiten van lichtzinnige, door hem als "idioten" bestempelde toeristen. Zij zouden onvoldoende oog hebben voor de gevaren van het hooggebergte en het geboden respect voor het kwetsbare milieu. Nadat in september 2019 een Britse klimmer nabij de Vallot Hut een roeimachine achterliet, die hij vanwege een geldinzamelingsactie op de top van de Mont Blanc wilde gebruiken, schreef Peillex een open brief aan president Macron, waarin hij vroeg om nieuwe maatregelen.

## Witte brigades
De Gendarmerie Nationale aan de Franse kant van de Mont Blanc is belast met opsporings- en reddingsoperaties, wetshandhaving, het voorkomen van ongevallen en de algemene veiligheid van het publiek. Vanaf 2019 worden zogenaamde "brigades blanches" ("witte brigades") ingezet, gevormd door gespecialiseerde berg-gendarmes, voor informatie en handhaving van de nieuwe regels met betrekking tot het dagelijkse quotum en het kampeerverbod op de route.
1. Azië: Mount Everest (8849 m) · 2. Zuid-Amerika: Aconcagua (6962 m) · 3. Noord-Amerika: Denali (6190 m) · 4. Afrika: Kilimanjaro (5895 m) · 5. Europa: Elbroes (5642 m) / Mont Blanc (4811 m) · 6. Antarctica: Vinsonberg (4892 m) · 7. Oceanië: Puncak Jaya (4884 m)